# Xavier Dupré Raventós
Xavier Dupré i Raventós (Barcellona, 1º luglio 1956 – Roma, 20 aprile 2006) è stato un archeologo e storico spagnolo, primo archeologo territoriale del Servei d’Arqueologia della Generalitat de Catalunya a Tarragona, direttore del Taller–Escola d’Arqueologia de Tarragona (TED’A), direttore degli scavi della città romana di Tusculum (Lazio, Italia) e vicedirettore dell'Escuela Española de Historia y Arqueología en Roma (CSIC).

## Biografia
Xavier Dupré si interessò fin da giovane all’archeologia e, quando era ancora studente liceale dell’Istituto “Joanot Martorell” di Barcelona, partecipò alle attività che si realizzavano nel Museo Archeologico di Barcellona e agli scavi di Empúries, diretti dal Prof. Eduard Ripoll.
Studiò nella Università di Barcellona dove si laureò, nel 1979, in Preistoria, Storia Antica e Archeologia. Nel 1980, con una borsa di studio concessa dalla Commissione Mista Hispano-Italiana, si iscrisse all’Università degli Studi di Roma “La Sapienza” per frequentare il primo anno di perfezionamento della Scuola Nazionale di Archeologia. Grazie a questa borsa di studio si vincolò all'Escuela Española de Historia y Arqueología en Roma (EEHAR) del Consejo Superior de Investigaciones Científicas (CSIC) allora diretta dal Prof. Martín Almagro Gorbea, con il quale collaborò nello studio degli scavi spagnoli realizzati a Gabii, discutendo, nel 1981, la sua tesi di laurea dal titolo “Las terracotas arquitectónicas del santuario de Juno en Gabii (Lacio, Italia)”, tesi diretta dal Prof. Miquel Tarradell.
Alla fine del 1981 vince un posto come archeologo territoriale della circoscrizione di Tarragona del Servei d’Arqueologia del Departament de Cultura de la Generalitat de Catalunya, creato nel dicembre del 1980, da dove promosse diversi progetti di ricerca e recupero del circo e del foro provinciale di Tarraco, l’antica capitale della Tarraconensis, esercitando inoltre un accurato controllo dell’archeologia urbana della città e dei siti archeologici che erano sotto la sua giurisdizione.
A dicembre del 1986 assume la direzione del Taller-Escuela de Arqueología (TED’A), gestito dal Comune di Tarragona, in questo momento governato dal sindaco e storico Josep Maria Recasens, all’interno del Programma Taller–Escola e Casas de Oficios, promosso dal Ministero del Lavoro e il Fondo Sociale Europeo, che tra gennaio del 1987 e aprile del 1990 fece diventare Tarragona il punto di riferimento dell’archeologia urbana dello stato spagnolo. Le attività del TED’A ebbero tre obiettivi principali.
Il primo, formare diversi specialisti che lavoravano sul patrimonio archeologico di Tarragona sia dal punto di vista pratico che teorico in modo che, una volta terminato il processo di formazione, potessero inserirsi nel mercato del lavoro.
Il secondo, la realizzazione di scavi archeologici e lo studio della testa del circo e dell’anfiteatro romano per facilitarne la conservazione e il restauro, scavi che in altre parti della città furono estensivi.
Il terzo, potenziare la relazione tra i cittadini di Tarragona e l’Archeologia tramite la diffusione del patrimonio archeologico. Le pubblicazioni realizzate durante gli anni di attività del TED’A sono state un esempio da seguire nell’archeologia spagnola.
Dopo la fine del TED’A, Xavier Dupré si incorporò all'Escuela Española de Historia y Arqueología en Roma, inizialmente come borsista predottorale (1991-1992) poi come borsista postdottorale (1993-1994), in seguito come “científico titular” (1994-1995) e infine come vicedirettore (1995-2006). Durante questo periodo continuò a dedicarsi alla ricerca sull’archeologia di Tarragona, tanto che nel 1992 completò la sua Tesi di Dottorato sull’arco romano di Berà (Tarragona), che nel 1993 ricevette il “XII Premio Josep Puig i Cadafalch” dell’Istituto di Studi Catalani e venne pubblicata da questa istituzione un anno dopo; la pubblicazione, insieme a Josep Mª Carreté, dello studio degli scavi realizzati nella “Antigua Audiencia” di Tarragona durante il suo periodo tarraconense; la sua partecipazione e organizzazione, come segretario scientifico, del XIV Congresso Internazionale di Archeologia Classica celebrato a Tarragona nel 1993, organizzato dall’AIAC, la cui candidatura per la realizzazione di questo congresso a Tarragona fu proposta dal Sindaco Josep Mª Recasens e lo stesso Xavier Dupré nel XIII Congresso Internazionale di Archeologia Classica tenutosi a Berlino nel 1988.
Il suo lavoro nell'Escuela Española de Historia y Arqueología en Roma fu soprattutto incentrato nella ricerca e diffusione scientifica dell’antica città di Tusculum nel Lazio, dove realizzò importanti campagne di scavo archeologico in diversi settori (teatro, foro, mura,…). Al progetto Tusculum, coordinato dalla Escuela e sotto la sua direzione, parteciparono diverse istituzioni spagnole (le Università di Alicante, Murcia, País Vasco e la Rioja, il Consorcio de la Ciudad Monumental de Mérida e il Museu d’Arqueologia de Catalunya-Empúries) e italiane (Soprintendenza Archeologica del Lazio e la XI Comunità Montana del Lazio Castelli Romani e Prenestini), trasformando questo sito in un punto di riferimento per lo scambio scientifico tra l’archeologia spagnola e quella italiana.
Tuttavia, la sua preoccupazione di diffondere alla comunità scientifica i risultati degli scavi lo portarono a pubblicare, dal 1994, i rapporti dei lavori realizzati in ogni campagna, all’interno della “Serie Arqueológica” della EEHAR, creando una serie monografica su Tusculum all’interno della “Bibliotheca Italica” della stessa EEHAR e ad essere presente nella maggior parte dei fori scientifici internazionali.

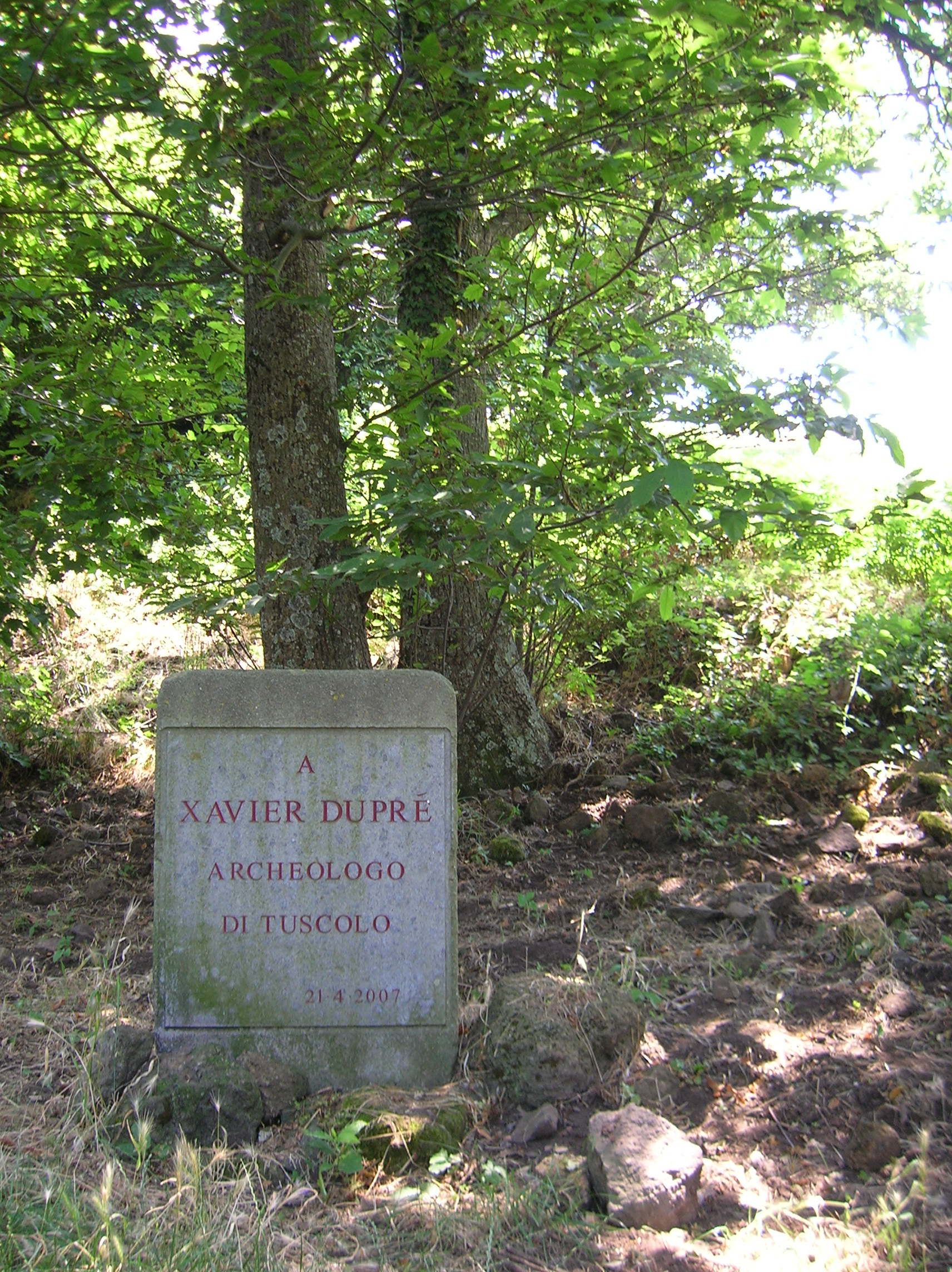

Anche da Roma promosse numerosi incontri e congressi internazionali su argomenti di archeologia spagnola a italiana; accolse tutti i borsisti e i ricercatori spagnoli che, vincolati o no al CSIC, si avvicinavano alla Escuela in cerca di consulenza o supporto; creò a Roma i “Corsi di specializzazione in Archeologia Classica” destinati alla formazione scientifica di giovani archeologi spagnoli e diresse e codiresse varie tesi di laurea e di dottorato. Inoltre, nel 2004 creò la prestigiosa serie “Ciudades romanas de Hispania, pubblicata da “L’Erma di Bretschneider” e diretta, dopo la sua morte, dal Prof. Francisco Beltrán, della quale sono già stati pubblicati i volumi corrispondenti alle capitali provinciali di Corduba (Cordova), Emerita Augusta (Mérida) e Tarraco (Tarragona), e delle colonie e municipi di Caesaraugusta (Saragozza), Italica (Santiponce, Sevilla), Emporiae (Empúries) e Carthago Nova (Cartagena).
Membro di diverse istituzioni accademiche e scientifiche (Internacional Committee on Archaeological Heritage Management del ICOMOS, Deutsches Archäologisches Institut, Real Academia de la Historia; Istituto Internazionale di Studi Liguri,…), si coinvolse soprattutto nell’Associazione Internazionale di Archeologia Classica, di cui fu segretario generale (1994-1999) e direttore del suo organo di informazione (AIAC-News) dal 1992 al 1998.
Xavier Dupré ha lasciato come eredità la sua grande produzione scientifica riflessa nelle sue numerose pubblicazioni, ma soprattutto la sua entusiastica concezione dell’archeologia come una scienza che deve essere strettamente legata con la società attuale per renderla più colta, solidale e impegnata nel suo passato storico.

## Omaggi

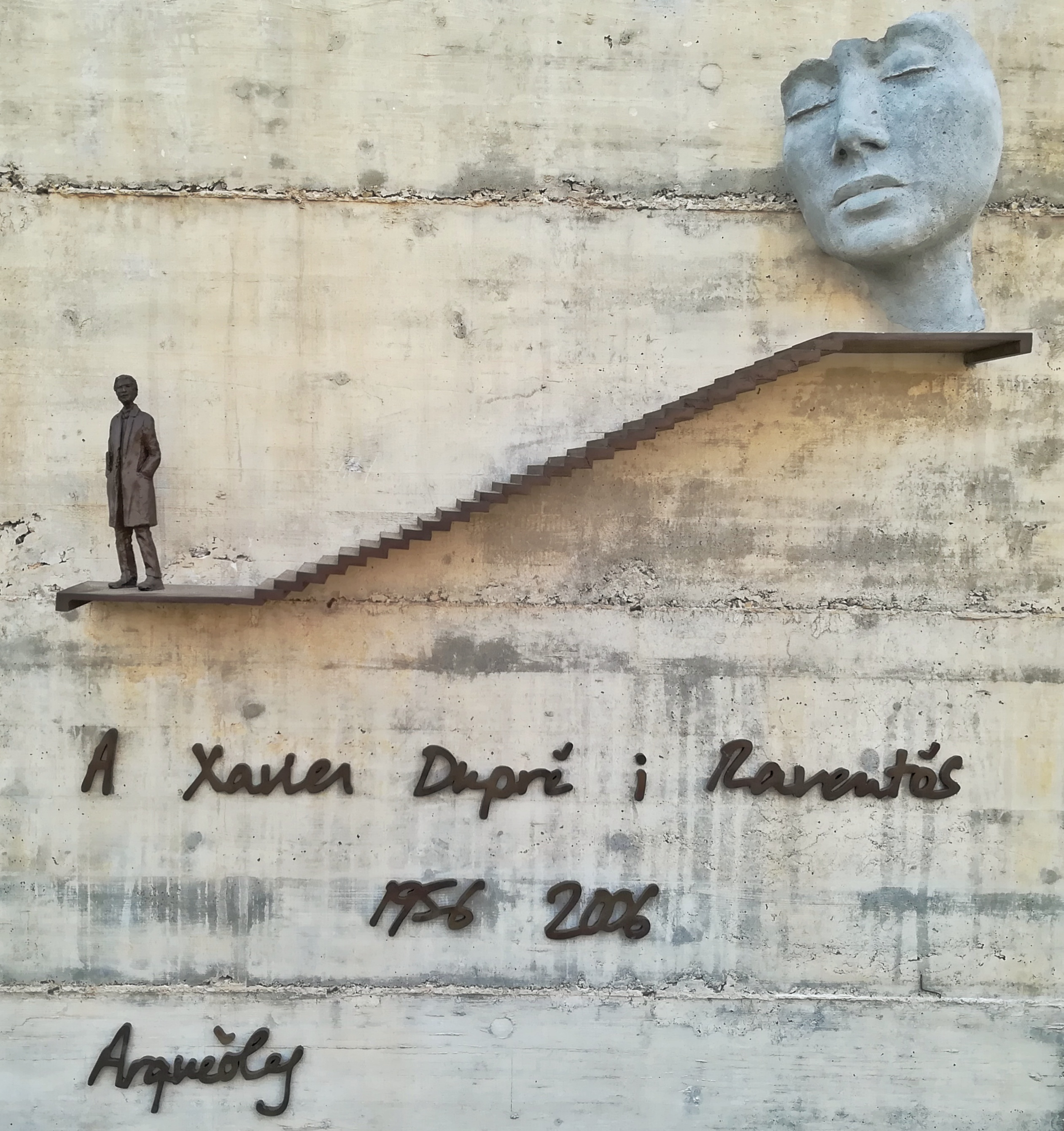

Poche settimane dopo la sua morte, 20 aprile del 2006, la comunità scientifico-accademica gli rende alcuni omaggi: a Barcellona, il 13 maggio, nella sede dell’Institut d’Estudis Catalans; a Madrid, organizzato dal Consejo Superior de Investigaciones Científicas il 25 maggio; a Roma il 4 novembre, nel Museo dei Gessi della Facoltà di Lettere e Filosofia Dipartimento di Archeologia, organizzato dall'Escuela Española de Historia y Arqueología en Roma-CSIC e dall’Associazione Internazionale d’Archeologia Classica nell’Università degli Studi di Roma “La Sapienza” si celebra una Giornata di studi in ricordo di Xavier Dupré. Il 21 aprile del 2007, in occasione della dispersione delle sue ceneri nel teatro di Tusculum, la XI Comunità Montana del Lazio Castelli Romani e Prenestini erige un monumento, lungo la strada di accesso al sito, in sua memoria come segno di riconoscimento per il suo lavoro, con il testo “A Xavier Dupré, archeologo di Tuscolo”. Nel 2008, il Comune di Tarragona decise di intestare a Xavier Dupré i Raventós uno spazio pubblico della città e nel 2012 gli si concesse a titolo postumo il “Diploma al Merito Culturale” della città di Tarragona. Nel 2016, si celebra a Tarragona il Terzo Congresso Internazionale di Archeologia e mondo antico: La gloria del Circo. Gare di carri e competizioni circensi, dedicato alla memoria di Xavier Dupré. Nel 2018, nell'arena del circo romano di Tarragona, uno dei siti più importanti in cui ha lavorato durante la sua vita, è stata inaugurata in suo onore una scultura dell'artista italiana Béatrice Bizot e gli è stato dedicato il parco archeologico ubicato tra le vie Francesc Bastos i Cardenal Vidal i Barraquer.